# Matthew Digby Wyatt
Matthew Digby Wyatt (28 juillet 1820 – 21 mai 1877) est un architecte et historien de l'art britannique qui devient secrétaire de l'Exposition universelle de 1851, géomètre de la Compagnie des Indes orientales et premier professeur Slade de beaux-arts à l'université de Cambridge. De 1855 à 1859, il est secrétaire honoraire du Royal Institute of British Architects et reçoit en 1866 la Royal Gold Medal.

## Biographie
Né à Rowde, Wiltshire, Wyatt suit une formation d'architecte dans le cabinet de son frère aîné, Thomas Henry Wyatt. Il assiste Isambard Kingdom Brunel au terminus du Great Western Railway à Londres Paddington (1854). Il agrandit et reconstruit également l'hôpital Addenbrooke à Cambridge (1866 : aujourd'hui le Judge Institute of Management). Il conçoit le mausolée Rothschild dans le cimetière juif de West Ham.
En 1851, Wyatt publie le livre The Industrial Arts of the Nineteenth Century, un imposant in-folio impérial en deux volumes qui illustre une sélection d'objets de la Grande Exposition de 1851. L'ouvrage, largement salué pour la qualité de ses planches, parait en deux parties, la première datée du 1er octobre 1851, la deuxième datée du 15 mars 1853. Il existe 160 planches chromolithographiées réalisées par une équipe d'artistes et de lithographes dont Francis Bedford, J.A. Vinter et Henry Rafter.
Il est nommé au poste d'arpenteur de la Compagnie des Indes orientales en 1855, peu de temps avant que son rôle dans la gouvernance de l'Inde ne soit repris par la Couronne, et est ensuite  architecte du Conseil de l'Inde. Dans ce rôle, il conçoit les intérieurs du bureau de l'Inde à Londres (1867 : aujourd'hui partie du ministère des Affaires étrangères et du Commonwealth) et du Royal Indian Engineering College (1871-1873 : aujourd'hui le campus Runnymede de l'Université Brunel).
Un article sur la construction du bâtiment d'exposition, lu devant l'Institution of Civil Engineers en 1866, reçut la médaille Telford.
Il travaille vers 1869, sur une résidence privée importante, connue sous le nom de « Newells », non loin de Leonardslee à Lower Beeding, près de Horsham dans le Sussex, comme mentionné dans A History of the County of Sussex : Volume 6 . Newells est une école préparatoire pour garçons de 1946 jusqu'à sa destruction par un incendie en 1968. Il travaille aussi sur Possingworth Manor et Oldlands près de Herron's Ghyll.
Parmi les pièces extravagantes sur lesquelles il a travaillé, figure Robert Stephenson Works de Newcastle upon Tyne de 1862. Ce 2-2-4T destiné aux chemins de fer égyptiens subsiste avec toute sa marqueterie au Musée des chemins de fer égyptiens du Caire. On l'appelle le Train du Khédive,.
En 1870, pour le compte du secrétaire d'État chargé de l'Inde, Wyatt supervise la conversion du domaine Elm Grove House à Hanwell en le nouveau Royal India Asylum, qui ouvre ses portes en août 1870.

## Publications
- A report on the eleventh French exposition of the products of industry, London, Chapman and Hall, 1849 (lire en ligne)
- Metal-work and its artistic design : dedicated, by express permission, to the Right Hon. Henry Labouchere, Printed in colours and published by Day & Son, lithographers to the Queen, 17, Gate Street, Lincoln's Inn Fields, 1852 (lire en ligne)
- with J. B. Waring: The Byzantine and Romanesque court in the Crystal Palace, Crystal Palace Library and Bradbury & Evans, coll. « Crystal Palace Library,7 », 1854 (lire en ligne)Crystal Palace Library,7. Crystal Palace Library and Bradbury & Evans. 1854.
- with P. H. Delamotte: Views of the Crystal Palace and park, Sydenham, London, Day and Son, 1854 (lire en ligne)London: Day and Son. 1854.
- with Edmund Oldfield and J. A. Spencer: Notices of sculpture in ivory, consisting of a lecture on the history, methods, and chief productions of the art, delivered at the first annual general meeting of the Arundel society, on the 29th June, 1855, London, The Arundel Society, 1856 (lire en ligne)London: The Arundel Society. 1856.
- with W. R. Tymms: The art of illuminating as practised in Europe from the earliest times : illustrated by borders, initial letters, and alphabets, Day and Son, 1860 (lire en ligne)Day and Son. 1860.
- Fine art: a sketch of its history, theory, practice and application to industry, Macmillan and Co., 1870 (lire en ligne)[8]
- An architect's note-book in Spain: principally illustrating the domestic architecture of that country, Autotype Fine Art Company (Limited), 36, Rathbone Place, 1872 (lire en ligne)